# Tajch Moderštôlňa
Moderštôlnianský tajch nebo Moder / Kopanický tajch je tajch v Štiavnických vrších v katastrálním území obce Hodruša-Hámre (v okrese Žarnovica) část Kopanice. Tajch je zapsaný jako jeden z objektů do Seznamu světového kulturního dědictví UNESCO v rámci území Banská Štiavnica a okolí.

## Dějiny
Moderštôlnianský tajch se poprvé uvádí v mapovém podkladu Adama Artnera v roce 1737 (je také možné že byl postaven na bázi staršího malého tajchu z 17. století) v Hodrušské hornatině jako majetek těžařské společnosti Gerod. Tajch je v povodí Richňavského (Voznického) potoce v přírodní kotlině mezi vrchy Banište, Makovište a výběžky Hrbu a Valů, je tedy kromě výtoku z hráze jezera (extrémně hluboko zaříznutou dolinkou) zcela rámován vrchy. Před lidskými aktivitami se na místě tajchu nacházela pravděpodobně bažina.
Přesný rok výstavby tajchu ani jeho projektant není znám; menší předchůdce tajchu mohl být vybudován spolu s dnes již nefunkčními tajchy Henrik a Stredná Jasenová ve vedlejší Kohútovskej dolině, které patří do povodí Hodrušského potoka, již během provozu těžařství Gerod.

První zmínky o hornictví v okolí Kopanice jsou z první poloviny 16. století v souvislosti s těžařstvem "Gerod". Tehdejší hornická, vápenická a uhlířská osada je uváděna také pod jménem "Gerod / Gerode". Nástupce težařství Gerod, těžařství Moderstollen začalo svůj provoz pravděpodobně v druhé polovině 17. století.
Tajch "Moderstolln" zakreslený Mathiasem Zipserem na generální mapě revíru z roku 1747 je menší než dnešní, podobně jako na nákresu Josefa Nittmanna z roku 1790. V tomto roce měl Moderštôlnianský tajch řešené zásobování vodou z jihu potůčkem od štoly Michal a od jihozápadu potůčkem od šachty Moder. Ze strany Richňavské doliny ho již v roce 1739 napájela Moderštôlnianská sběrná strouha.
Další zmínky o tajchu jsou z let 1850 a 1883 v souvislosti se značným zvyšováním hráze o několik metrů a tedy i objem zadržované vody se výrazně zvětšil. V roce 1883 jsou již na generální mapě revíru nakreslené obě dnes známé sběrné - přívodní strouhy. Byly vybudovány pravděpodobně souběžně se stavbou a řešením problematiky sběrných struh Richňavské nádrže v období let 1740 - 1790. Po zvýšení hráze Moderštôlnianského tajchu v roce 1850 se dokonce úroveň konce Moderštôlnianské sběrné strouhy dostávala pod úroveň hladiny tajchu (625 m). Kvůli tomu bylo vybudováno zajímavé technické řešení uzavírání stružky v štole zasahující pod korunu hráze. V takových případech se vody stružky propouštěly přímo do stoup na dně výtokové dolinky.
Těžařství Moder se stejnojmennou šachtou nedaleko tajchu a mnohými štolami v okolí zbankrotovalo v roce 1862, doly na zlato a stříbro přebral státní báňský erár, ale již v roce 1902 doly erár definitivně zavřel. Šachta Moder byla zasypána, stoupy pod hrází byly předělány na pilu s vodním pohonem, ale i tato zanedlouho zkrachovala.

## Technické využití
Tajch Moder zachycoval srážkové vody z vlastního malého povodí omezeného horami Šípové, Makoviště a výběžku Hrbu na hraně rozvodí Kohútovského a Richňavského potoka. Pod dnovou výpustí tajchu byly na malém prostoru umístěny dvě stoupy těžařství Moderštôlňa.
Hned za stoupami se dolinka těsně svírá mezi velmi strmé svahy Baniště a Makoviště a potůček následně strmě spadá úzkým kaňonem do Richňavské / Voznické doliny, kde se spojuje s Richňavským potokem. O technickém vybavení stoup toho času není dostatek informací, podle zděných pozůstatků základů a starých plánů je zřejmé, že šlo o dvě samostatnými žlaby propojené budovy, pravděpodobně vystrojené stupňovitými tlouky a šľamovnou, tedy provozem na oddělení částeček rudy od jaloviny pomocí vodního proudu. Podle některých zmínek bylo strojní vybavení stupy moderní : celoželezné kalifornské stoupy. Těžařství Moderštôlňa mělo k dispozici ještě několik dalších stoup ve vedlejší Kohútovské dolině, které však mají s tajchem jen nepřímou souvislost.

## Současnost
Po roce 1930 desítky let neudržovaný tajch odkoupil od státu místní obyvatel František Schulz. Jelikož potřeboval pozemek na výstavbu domu, chtěl získat pastviny pro hospodářská zvířata a ovládání dnového výpustě hráze se už zřejmě nedalo používat, brzy úzkou korunu hráze (1,5 metru) ve středu její délky hluboce prokopal. Tím tajch jako jeho majitel vypustil na polovinu výšky původní hladiny, následkem čehož se objem vod zmenšil více než o dvě třetiny. Základy Schulzova domu jsou dodnes vidět pod hladinou v boční zátoce pod chatkou patřící MoSRZ.
V šedesáti letech 20. století byla do dna přerušení hráze zakopána betonová trouba pro odvádění vyšší hladiny a byla zde také vybetonovana zídka, na které stála vodní "skluzavka" pro koupající se děti. Tajch zůstal v takovém stavu ve zprávě rudných dolů s.p. Banská Bystrica. V roce 1995 byl spolu s dalšími třinácti rybníky převeden do správy Slovenského vodohospodářského podniku s.p. Banská Štiavnica.
V roce 1996 začala generální rekonstrukce Moderštôlnianskeho tajchu. Dokončena byla v roce 1997 komplexním obnovením hráze s vybudováním bezpečnostního přepadu, zpevněním a dalšími pracemi v celkovém nákladu 5,03 mil. Sk (167 000 € podle kurzu z roku 2009). Sběrné strouhy nebyly rekonstruovány. Tajch po rekonstrukci slouží k rekreaci obyvatel a chalupářů, je také rybolovnou nádrží.
V literatuře se často vyskytuje názor, že severovýchodní strouhou označovanou jako Základní se daly vody Moderštôlnianského / Kopanického tajchu propouštět na stoupy těžarství Moder v sousední Kohútovskej dolině a do dnes již zaniklých tajchů Henrik a Horní Jasenová tamtéž. Jde však o mnohokrát opakovaný omyl, neboť úroveň ukončení základní sběrné stružky se i po rekonstrukci tajchu nachází cca 6 metrů nad maximální hladinou tajchu. Autoři z nějakých důvodů ignorovali starší mapovou dokumentaci vodohospodářského systému, ve které jsou vyznačeny při každé stružce směry toku vedené vody. Zřejmě také neprovedli základní měření v terénu. Vody Základní strouhy se daly propouštět do Kohútovské doliny, ale po vtoku do tajchu Moder již mohla voda odtéct jen do Richňavské doliny.

### Základní parametry tajchu
- Nadmořská výška koruny hráze: 630.21 m
- Objem: současný cca 160000 m³, do rekonstrukce 52 000 m³
- Vodní plocha: současná cca 0.6071 ha, do rekonstrukce 0.357 ha
- Délka koruny hráze: 138 m
- Šířka koruny hráze: 8 - 10 m, do rekonstrukce 1.5 m
- Výška hráze od terénu: 16.6 m
- Maximální hloubka: do 10 m

### Typ hráze
Zemní sypaná - heterogenní, konstrukce a členění hráze je stejné jako u tajchu Rozgrund nebo Dolnohodrušského tajchu.

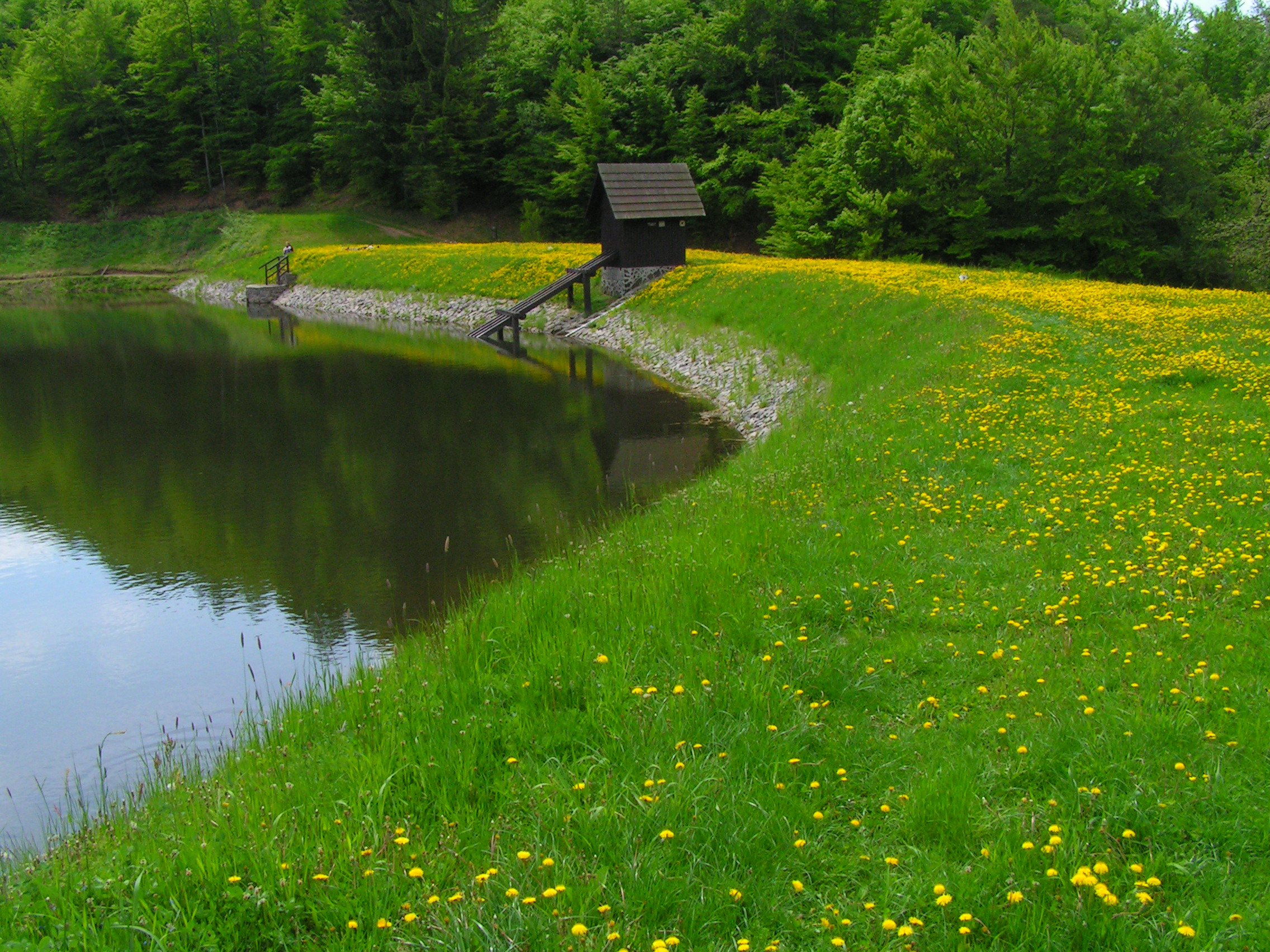
Tajch Moderštôlňa - hráz s regulačním objektem

### Délka přívodních (sběrných) struh
- Moderštôlnianská (Jihozápadní) sběrná strouha - od dna závěru Richňavské doliny pod Richňavské rybníky, odrážka Richňavské potoka u štoly Anton s přibráním potůčku zpod Šipové, od Makovište k hrázi tajchu (podle mapy z roku 1883) 3 150 metrů; z toho jedna vodní štola 100 m dlouhá. Před hrází byla odrážka přímo na stoupy. Strouha je nefunkční, velká část změněna na lesní cestu. Jiné zdroje uvádějí 2914 m
- Základní (Severovýchodní) sběrná strouha - od Temného Luhu, kde přibírá tři přítoky Horné Jasenové, následně 100 m první vodní štoly, vrchní částí závěru Kohútovskej doliny, v závěru odbočka na propouštění do bývalého tajchu stoupy Henrik, a druhou cca 350 m dlouhou vodní štolou pod osadu (železářské) domky a haldu šachty Moder, propad k hladině Moderštôlnianského tajchu. Podle mapy z roku 1883 celkem 1250 m. Jiné zdroje uvádějí 1684 m. Strouha je nefunkční, úsek mezi dvěma vodními štolami je změněn na lesní cestu.

Voda do tajchu přitéká i z jižní strany potůčkem od zavalené štoly Michal.

### Délka náhonných struh
Tajch má zbytky náhonné stružky na severozápadním úbočí Makoviště na levé straně dolinky pod hrází, je však možné, že voda od dnové výpusti se k části stoup vedla krátkým dřevěným akvaduktem, aby se neztrácel vodní spád.